# Venécia (Lukov)
Venécia nebo také Venecia je část obce Lukov na Slovensku v okrese Bardejov, která byla do roku 1943 samostatnou obcí. Poprvé byla zmiňována v roce 1410 jako opuštěná vesnice. Nachází se zde pravoslavný chrám Seslání Ducha svatého a řeckokatolický chrám svatých Kosmy a Damiána z let 1708 až 1709, který je národní kulturní památkou Slovenské republiky a jediným podsklepeným dřevěným chrámem na Slovensku; svou současnou podobu získal pravděpodobně při přestavbě v roce 1740.